# Amnat Ruenroeng
Amnat Ruenroeng est un boxeur thaïlandais né le 18 décembre 1979.

## Carrière

### Parcours dans les rangs amateurs
Sa carrière amateur est marquée par une médaille de bronze aux championnats du monde de Chicago en 2007, aux Jeux asiatiques de Canton en 2010 dans la catégorie mi-mouches et aux championnats d'Asie de Zhuhai en 2009 en poids mouches. 

### Palmarès amateur

#### Jeux olympiques
- Quart de finaliste aux Jeux de 2008 à Pékin, Chine
- Huitième de finaliste aux Jeux de 2016 à Rio de Janeiro, Brésil

#### Championnats du monde de boxe amateur
- Médaille de bronze en -48 kg, en 2007, à Chicago, en États-Unis

#### Championnats d'Asie de boxe amateur
- Médaille de bronze en -51 kg, en 2009, à Zhuhai, en Chine

#### Jeux asiatiques
- Médaille de bronze en -49 kg, en 2010, à Canton, en Chine

### Parcours dans les rangs professionnels
Passé professionnel en 2012, il remporte le titre vacant de champion du monde des poids mouches IBF le 22 janvier 2014 en battant aux points le philippin Rocky Fuentes. Ruenroeng conserve son titre le 7 mai 2014 aux dépens de Kazuto Ioka et le 10 septembre 2014 après sa victoire aux points contre McWilliams Arroyo. Il bat ensuite aux points le chinois Zou Shiming à Macao le 7 mars 2015, John Riel Casimero le 27 juin et Myung Ho Lee le 7 décembre 2015. Ruenroeng perd sa ceinture le 25 mai 2016 par KO au 4e round lors de son combat revanche contre Casimero.